# Jean-Jacques Sorg
Pour les articles homonymes, voir Sorg.
Jean-Jacques Sorg, né le 8 septembre 1743 à Strasbourg et décédé le 13 octobre 1821 à Mutzig (Bas-Rhin) est un peintre alsacien, décorateur, également auteur de portraits, retables et dessus-de-portes.  

## Biographie
Jean-Jacques Sorg naît le 8 septembre 1743 à Strasbourg. Il est le fils d’un cordier, dont il apprend le métier à partir de sept ans. Il est inscrit officiellement comme apprenti en 1756 et le reste pendant trois ans. Ayant découvert la peinture chez l’une des clientes de son père, Marie-Catherine Klettin, il souhaite changer de carrière, mais son père ne peut lui payer un apprentissage chez un peintre. Il parvient toutefois grâce à l’intermédiaire de l’abbé Fucroix à entrer comme apprenti peintre dans la faïencerie de Paul Hannong le 21 mai 1759. Dans le cadre de son apprentissage, il prend des cours de dessin auprès du peintre Jean-Georges Daniche, mais la mort de Hannong entraîne la fin prématuré de sa formation.
De retour chez son père, il parvient grâce au soutien de l’ammestre Philippe-Jacques Franck et de plusieurs conseillers des XV à décrocher une bourse pour financer un nouvel apprentissage chez un peintre. Daniche étant trop onéreux, il est placé en 1762 chez Joseph Wolfgang Hauwiller et en même temps inscrit dans la corporation de l’Échasse comme apprenti peintre. Sorg semble avoir été assez peu satisfait de son maître, qui le relègue à des tâches subalternes. Son apprentissage est une nouvelle fois interrompu prématurément quand Hauwiller fuit la ville en 1764 pour échapper à ses créanciers.
Souhaitant poursuivre sa formation ailleurs, Sorg quitte Strasbourg le 11 juillet 1764. Il se rend d’abord à Mannheim où, sur la recommandation du graveur Reichenbach, il devient compagnon dans l’atelier du peintre Leidensdorf puis chez Félix Besolt. En juillet 1765 il quitte Mannheim pour Augsbourg, où il travaille chez les peintres Joseph Hartmann et Joseph Meyer, mais surtout pour Joseph Mages, qui avait fait quelques années plus tôt la décoration intérieure de l’abbatiale d’Ebermunster. Se questionnant sur sa religion depuis au moins 1764, Sorg se convertit au catholicisme pendant son séjour à Augsbourg. En 1767, Sorg ne se trouve plus à Augsbourg, mais à Munich, où il travaille pour le peintre Jean Schœpf, avec lequel il peint les décors des théâtres de la cour et des décors intérieurs, notamment celui des églises Saint-Jean de Ratisbonne et Saint-Jean-Baptiste de Dischingen.
Sorg revient à Strasbourg le 7 octobre 1769, où il travaille d’abord à la réalisation des décors destinés à l’entrée de Marie-Antoinette d’Autriche. Il habite au 1, rue du Maroquin, ses parents ne souhaitant pas l’accueillir en raison de sa conversion. À partir de 1771, il peint essentiellement des portraits et des décorations d’intérieur pour de petits notables alsaciens. Il entre toutefois en conflit avec la corporation de l’Échasse, qui l’accuse de pratique illégale de la peinture : seul un maître certifié par la corporation peut en effet exercer en indépendant à Strasbourg, or quand Sorg a quitté la ville il n’était qu’apprenti. La corporation accepte de le faire passer compagnon sur la foi des attestations des maîtres pour lesquels il a travaillé les années précédentes, mais exige qu’il réalise le chef-d’œuvre réglementaire pour être reçu maître. Sorg livre ainsi en guise de chef-d’œuvre en mai 1772 un tableau d’autel représentant Saint Louis. Malgré quelques critiques, la corporation lui confère tout de même le titre de maître et il fait par la suite partie du tribunal de la corporation et de la commission d’admission des chefs d’œuvres.
Le 25 juin 1772, Sorg se marie avec Marie Victoire Ferazino, qu’il a rencontré au printemps lors d’un contrat à Mutzig. Il a dans les décennies qui suivent treize enfants avec elle, dont huit survivent jusqu’à l’âge adulte. La famille vit un temps au 87, Grand’Rue avant que sa femme et ses enfants partent à Mutzig en 1786, suivis par Sorg lui-même en 1787. Devenu membre du conseil municipal de Mutzig en 1800, Sorg meurt dans cette ville le 13 octobre 1821.

## Œuvres
Bien que la lecture de son journal indique un grand nombre de réalisations, par exemple une quarantaine de portraits pour les seules années 1771-1772, seule une minorité d’œuvres de cet artiste subsiste, le reste ayant disparu ou n’étant pas localisé,. Les œuvres connues se répartissent toutefois sur l’ensemble de sa carrière, ce qui permet d’avoir une assez bonne vision de ses capacités et de son évolution. Dans l’ensemble, Jean-Jacques Sorg est plutôt un peintre de second rang, dont les œuvres sont de qualité inférieure à celles de Jean-Georges Daniche ou de Jean-Daniel Heimlich.
Ses portraits sont ainsi assez génériques, avec une représentation presque toujours à mi-corps et de trois quarts sur un fond sombre ; les sourires et les yeux sont similaires d’un tableau à l’autre, sans différence marquée. De manière générale sa production des années 1770-1780 est plus qualitative que ses œuvres postérieures, plus maladroites.

## Historiographie
La vie de Jean-Jacques Sorg est principalement connue par l’intermédiaire de son journal personnel. La rédaction de cet imposant manuscrit de plus de sept cents pages intitulé Stammbuch und Geburth-Linien sambt Lebens beschreibung von Johann-Jacob Sorg nebst kleinen Wissenschaften vor meine Kinder a débuté en 1795 et Sorg a cessé d’y contribuer près 1813.

### Liste des œuvres de Jean-Jacques Sorg
- Petit portrait de Louis XV, dessin à la plume rehaussé au lavis, 12,5 × 10 cm, 1760, Cabinet des estampes et des dessins de Strasbourg, XXI-131[11].
- Portrait du curé Thiébaud Grau, 1771, localisé dans une collection privée à Bœrsch en 1922[17].
- Décoration intérieure du presbytère de Meistratzheim, 1771, détruit[18].
- Décoration intérieure du château de la Cour d'Angleterre à Strasbourg, 1771-1782, partiellement détruit[12],[19].
- Portrait de Georges-Rheinard-Wolfgang Zorn de Bulach, 85 × 65 cm, 1772, propriété des Zorn de Bulach et localisé au château d’Osthausen en 1922[17].
- Portrait d’homme, 81 × 64 cm, 1779, Musée des Beaux-Arts de Strasbourg, 778[20].
- Portrait de Joseph Frentz, 1788, Grand séminaire de Strasbourg[12].
- Portrait de François Louis, avant 1790, Grand séminaire de Strasbourg[12].
- Portrait de famille, 78 × 68 cm, 1795, propriété de la famille Sorg en 1922[21].
- Portrait d’homme, 1796, musée des Beaux-Arts de Strasbourg[12].
- Portrait de femme, 1796, musée des Beaux-Arts de Strasbourg[12].
- Portrait de Wilhelma Franziska Zorn de Bulach, 82 × 65 cm, 1807, propriété des Zorn de Bulach et localisé au château d’Osthausen en 1922[21].
- Portrait du R.P. Modeste Mayer, 1812, propriété de la famille Mayer en 1922[21].
- Peinture de trumeau dite L’Automne, grisaille, 74 × 63 cm, non daté, Musée des Arts décoratifs de Strasbourg, XIX-160[11],[12].
- Portrait de M. Ferazino, 35 × 25 cm, non daté, non localisé[21].
- Portrait de Mme Ferazino, 35 × 25 cm, non daté, non localisé[21].
- Portrait de M. Kientz, non daté, musée des Beaux-Arts de Strasbourg[12].
- Portrait de Mme Kientz, non daté, musée des Beaux-Arts de Strasbourg[12].